# Пам'ятки монументального мистецтва Лохвицького району
У Лохвицькому районі Полтавської області нараховується 9 пам'яткок монументального мистецтва.
| # | назва | адреса                            |
| - | --- | --------------------------------- |
| 1 | Пам'ятник Г. С. Сковороді                                                                                                   | м. Лохвиця, вул. Шевченка         |
| 2 | Пам'ятник А. Ю. Тесленку | м. Лохвиця, біля Будинку культури |
| 3 | Пам'ятник І. В. Мічуріну | с-ще Криниця                      |
| 4 | Пам'ятник-бюст Т. Г. Шевченку                                                                                               | с. Васильки                       |
| 5 | Пам'ятник-бюст Герою Радянського Союзу, командуючому військами Південно-Західного фронту генерал-полковнику М. П. Кирпоносу | с. Ісківці, біля школи            |
| 6 | Пам'ятник-бюст Герою Радянського Союзу В. П. Чкалову                                                                        | с. Бербениці                      |
| 7 | Пам'ятник А. Ю. Тесленку | с. Харківці                       |